# Meyqān
Meyqān (persiska: میقان, Mīghān, Meyghān, Maiqhān, Maiqān) är en ort i Iran.   Den ligger i provinsen Khorasan, i den östra delen av landet, 900 km sydost om huvudstaden Teheran. Meyqān ligger 1 449 meter över havet och antalet invånare är 609.
Terrängen runt Meyqān är huvudsakligen platt, men österut är den kuperad. Trakten runt Meyqān är nära nog obefolkad, med mindre än två invånare per kvadratkilometer. Meyqān är det största samhället i trakten. Trakten runt Meyqān är ofruktbar med lite eller ingen växtlighet.